# Mudaria fisherae
Mudaria fisherae là một loài bướm đêm trong họ Noctuidae.